# Seymour B. Sarason
Seymour B. Sarason era profesor emérito de psicología en el Departamento de Psicología y en la institución de Estudios sociales y políticos de la Universidad de Yale.
En 1962 fundó la Yale Psycho-Educational Clinic, uno de los primeros centros de formación e investigación en psicología comunitaria, institución que dirigió hasta 1970.
Se doctoró en 1942 en la Universidad de Clark y es doctor honorario de la Universidad de Syracuse, Queens College y Rhode Island College.
Su trabajo ha sido ampliamente reconocido y ha recibido numerosas distinciones de los Departamentos de Psicología Clínica y Comunitaria de la Asociación Americana de Psicología, así como la de Asociación Americana de Deficiencias Mentales.

## Obras y artículos
Sararon es autor de numerosos libros y artículos. Sus libros más recientes son: 
- Caring and Compassion in Clinical Practice: Issues in the Selection, Training, and Behaviour of Helping Professionals  (1985)
- The Making of an American Psychologist: An Autography (1988)
- The Challenge of Art yo Psychology (1990)
- El previsible fracaso de la reforma educativa (2003) Octaedro